# Rupert Roessler
Rupert Roessler, född 1840, död 1881, var en tysk filolog vid universitetet i Leipzig.
I sitt verk Romanische Studien (1871) lade han fram en teori om rumänernas ursprung.
- Trajanus utrotade dakerna och romarna koloniserade landet.
- När Aurelianus lämnade Dacien följde romarna efter adiminstrationen.
- Landet låg helt övergivet tills goter och gepider, senare slaver och rester av hunner och avarer anlände. När magyarerna kom fann de en övervägande slavisk befolkning i landet.
- Rumänernas förfäder var sentida utvandrare från områden söder om Donau.

Bysantinska författare gav under 900-talet befolkningen söder om Donau (i Bulgarien) namnet "vlacher" (blaxoî). Rumänernas förfäder skall ursprungligen ha bott grannar med albaner (vilket ca 80 lånord skall påvisa). Vlacherna var nomadiserande, och flyttade troligen uppmuntrade av kumaner norrut över Donau till Karpaterna. År 1222 återfanns de i området Făgăraş, som efter dem uppkallades Terra Blachorum. Rumänerna skulle enligt Roessler ha anlänt två sekler efter ungrarna. Teorin tilltalade ungerska nationalister.